# Sérgio Marques (político)
Mário Sérgio Quaresma Gonçalves Marques (Funchal, 25 de fevereiro de 1957), conhecido apenas por Sérgio Marques, é um advogado e político português, antigo deputado à Assembleia da República. Foi secretário regional dos Assuntos Parlamentares e Europeus da Região Autónoma da Madeira, entre 2015 e 2017, no primeiro governo regional liderado por Miguel Albuquerque. Foi ainda deputado ao Parlamento Europeu pelo PPD/PSD, desde 1999 até 2009, ano em que recusou reintegrar as listas por divergências com o então presidente da Comissão Política Regional do PPD/PSD e presidente do Governo Regional da Madeira, Alberto João Jardim.

## Biografia
Licenciou-se em Direito pela Universidade de Lisboa no ano de 1980. Mais tarde, em 1986, concluiu uma pós-graduação em Estudos Europeus pela Universidade de Coimbra. No âmbito profissional, é advogado desde 1982. Foi funcionário público dos quadros da Administração Regional Autónoma da Madeira entre 1981 e 1984, diretor regional do planeamento do Governo Regional da Madeira entre 1988 e 1989, altura em que exerceu também a gerência de várias empresas no setor da navegação marítima, operações portuárias e transitários entre 1989 e 1999.
A sua carreira política compreende, entre outros, o desempenho dos cargos de vice-presidente da JSD-Madeira (1984—86), deputado à Assembleia Legislativa Regional da Madeira (1984—1999) e deputado ao Parlamento Europeu (1999—2009).
No Parlamento Europeu, foi membro do grupo do Partido Popular Europeu (Democrata Cristão) e Democratas Europeus, da Comissão do Desenvolvimento Regional, membro suplente da Comissão dos Assuntos Económicos e Monetários, vice-presidente da Delegação para as Relações com a África do Sul, coordenador do Grupo informal das Regiões Ultraperiféricas e ainda membro suplente da Delegação para as Relações com os Países da Comunidade Andina.
Anunciou a sua candidatura à presidência do PSD/Madeira no dia 30 de outubro de 2013, tendo perdido. Como mote propôs um 'Pacto de Confiança'  alicerçado na reforma do sistema político, um dos cinco pilares do seu programa eleitoral. De entre as suas propostas mais emblemáticas contam-se o voto preferencial, o referendo revogatório de cargos políticos, a abertura das eleições partidárias a simpatizantes e o restabelecimento da ligação marítima entre a Madeira e Portugal Continental.
A 20 de abril de 2015 integrou o XII Governo Regional da Madeira, presidido por Miguel Albuquerque, seu adversário nas diretas do PSD/Madeira, desempenhando a função de secretário regional dos Assuntos Parlamentares e Europeus.
Renunciou ao mandato ao mandato de deputado à Assembleia da República em janeiro de 2023, após acusar o presidente do Governo Regional da Madeira, Miguel Albuquerque, de favorecer grupos empresariais no exercício de funções.